# Техническа професионална гимназия „Н. Й. Вапцаров“
Техническа професионална гимназия „Никола Йонков Вапцаров“ е средно професионално училище в Радомир, България.

## История
Училището е открито с 45 ученици в 2 паралелки като Държавно практическо електротехническо училище на 21 октомври 1925 г. То е първото в страната с това име. Пъвите назначени в персонала на училището са: инженер Деньо Неделчев Азманов, машинен инженер Михаил Невейнов, електроинженер Марин Георгиев, машинен техник Станко Стоянов, машинен техник Васил Пеев. Приема ученици след завършено основно образование за 3-годишно професионално обучение. Среден отдел с петгодишен курс на обучение с приемен изпит е открит през 1931 г.
Министерството на търговията, промишлеността и труда го преобразува в Средно електротехническо училище с петгодишен срок на обучение (1938), като е преименувано на Техникум по електротехника „Никола Йонков Вапцаров“ (1951) и на Техникум по енергетика „Никола Йонков Вапцаров“ (1979). Носи днешното си име от 2003 г.